# Minkend
Minkend (azerbaiyano: Minkənd; y Hak - armenio: Հակ) es una aldea en el distrito de Lachin en Azerbaiyán. Desde el 17 de mayo de 1992, el pueblo, junto con el resto del distrito de Lachin, ha sido ocupado por el ejército armenio.

## Geografía
La aldea está ubicada en la orilla occidental del río Hakari y en la parte norte del distrito de Lachin, a 320 km de Bakú, la capital de Azerbaiyán.

## Historia
Según el censo del Imperio Ruso de 1897, Minkend tenía una población de 902, de los cuales 506 eran armenios y 396 eran kurdos.
En 1905, 140 habitantes armenios de la aldea murieron y 40 resultaron heridos durante las masacres armenio-tártaros.